# Agenor de Sena
Agenor de Sena (Peçanha, 27 de março de 1886 - Belo Horizonte, 19 de maio de 1962) foi um advogado, juiz e político da Primeira República.

## Biografia
Agenor de Sena nasceu em São Sebastião dos Pintos, atual distrito de Nelson de Sena, no município de Peçanha, Minas Gerais. Era filho do advogado Policarpo de Sena Normanha e de Joaquina de Sena Normanha. Talvez do influência do pai, dedicou-se desde muito cedo ao estudo do Direito.
Realizou seus estudos secundários no Ginásio Mineiro, em Belo Horizonte, tendo se formado posteriormente pela Faculdade Livre de Direito de Minas Gerais. No periodo de sua graduação se envolveu no movimento estudantil, representou a delegação mineira no I Congresso Brasileiro de Estudantes, em 1909, e participou da campanha civilista de Ruy Barbosa. A esse respeito, foi responsável por redigir o Manifesto da Mocidade Acadêmia de Belo Horizonte.

## Política
Depois de formado assumiu o cargo de delegado em Rio Branco. Em seguida ingressou na magistratura, como juiz municipal de Piranga. Adentrou na política piranguense e foi eleito vereador, presidente da Câmara e agente executivo municipal, entre 1919 e 1920. O contexto de sua chegada ao executivo, coincide com o declínio do poder do Coronel José Ildefonso da Silva, importante fazendeiro e comerciante, que havia governado entre 1912 e 1919.
Em seu mandato tampão teve que lidar com a gripe espanhola, que havia abalado o poder político de seu antecessor. Agenor de Sena iniciou um processo de modernização em Piranga, processo esse que foi finalizado e levado a cabo pelo Coronel Amantino Maciel, que assumiu em 1921. Segundo o historiador Luiz R. R. Silva, "Agenor de Sena representou uma exceção na política piranguense, não tendo o mesmo perfil de seus antecessores [...] era um ilustrado em meio aos coronéis!".
Posteriormente a sua aventura na política piranguense, foi designado juiz de direito na comarca de Bom Sucesso. Quando ocorreu a sua indicação para juiz na recém emancipada Cataguases, abandonou a magistratura. Passou a viver da advocacia, advogando em Itaúna e em Belo Horizonte.
Nas eleições de março de 1930 aderiu à Concentração Conservadora, que apoiou a candidatura vitoriosa do paulista Júlio Prestes à presidência da República, contra o candidato da Aliança Liberal, Getúlio Vargas. Na mesma ocasião foi eleito deputado federal. Assumiu sua cadeira em maio de 1930, mas, com a vitória da Revolução de outubro de 1930, perdeu o mandato. Abandonou então a militância política e voltou-se exclusivamente para o direito, até aposentar-se em 1960.
Entre as funções que agregou foi advogado geral do estado de Minas Gerais; presidente da seção mineira da Ordem dos Advogados do Brasil (OAB); diretor do Banco de Crédito Real de Minas Gerais e juiz do Tribunal Regional Eleitoral de Minas Gerais. Faleceu em Belo Horizonte em 19 de maio de 1962. Foi casado com Helena Eléto de Sena.